# Velika džamija u Córdobi
Velika džamija u Córdobi, prijestolnici omejidskog kalifata u Španjolskoj, građena od 785. do 987., bila je najveća džamija u Španjolskoj i veličanstven primjer maurske arhitekture. Danas je glavna katedrala Španjolske nadbiskupije Córdobe (Mezquita de Córdoba).

## Povijest
Kada su Abasidi zbacili s vlasti Omajade 750. godine, posljednji omajadski kalif Abd-al-Rahman I. (vladao od 756. – 788.) je pobjegao preko sjeverne Afrike u južnu Španjolsku (tada poznatu kao al-Andaluz na arapskom), gdje se s potporom sirijskih muslimanskih doseljenika ustoličio kao vladar pokrajine ili Emir. Dok su abasidski kalifi vladali istočnim islamskim svijetom iz Bagdada sljedećih 5. stoljeća, Omajadi su nastavili vladati iz Španjolske u svom glavnom gradu Córdobi sljedeća tri stoljeća (756. – 1031.).
Omajadi su bili značajni pokrovitelji umjetnosti, a jedna od najljepših sačuvanih primjera omajadske arhitekture je upravo Velika džamija u Córdobi. Godine 785. omajadski osvajači su započeli graditi Veliku džamiju na mjestu kršćanske Vizigotske crkve Sv. Vincenta. Kasniji vladari su je proširivali tri puta.
U posljednjem stoljeću Omajadske vladavine, Córdoba se istakla kao glavno trgovačko središte, ali i središte intelektualnog i umjetničkog procvata. Ekonomski, znanstveno, književno i filozofsko središte, daleko je nadilazilo slične gradove kršćanske Europe. S Abd-al-Rahmanom III. (vladao od 921. – 961.) vladari Omajidi su se hrabro proglasili kalifima. Kalif Al-Hakam II. (vladao od 961. – 976.) je usprkos negodovanju svojih podčinjenih naveliko financirao proširenje i raskošno uređenje Velike džamije u Córdobi. Kako bi umirio njihov otpor dao je da se u džamiju ugradi natpis koji objašnjava njegove poreze i hvali Boga koji mu je "pomogao da se izgradi ova vječna palača s ciljem da se osigura više prostora za njegove vjernike, što su željeli On, ali i njegovi vjernici".
Godine 1236., Córdobu su ponovno osvojile kršćanske snage kralja Ferdinanda III. od Kastilje, u pokretu rekonkvista. Džamija je ponovno posvećena kao kršćanska crkva. Alfons X. je osobno nadgledao gradnju kapele Villaviciosa i Kraljevske kapele unutar zidina džamije. Kraljevi koji su uslijedili dodali su još kršćanskih nadgradnji: Enrique II. je obnovio kapelu u 14. stoljeću. Kako bi bila sačuvana za vrijeme Španjolske inkvizicije crkva je posvećena kao Katedrala Gospina uznesenja. Možda najznačajniji dodatak je renesansni glavni brod u središtu katedrale izgrađen za Karla V. koji se naziva ujediniteljem Španjolske.
Majstori i arhitekti su joj nastavili dodavati dijelove sve do kasnog 18. stoljeća.

## Osobitosti
Zidovi džamije zatvaraju prostor od 214 sa 150 metara, od čega je trećina veliko dvorište sa stablima naranči. Unutra su dekoracije koje se ponavljaju skoro hipnotizirajući. Velika dvorana je šuma arkada, široka 19 raspona. Potkovasti lukovi u kojima su naizmjence upotrijebljeni klinasto oblikovani bijeli kamen i crvena opeka, počivaju većim dijelom na klasičnim antičkim stupovima (Andaluzija je nekada bila bogata rimska pokrajina). Lukovi su bili ili povišeni ili se primjenjivao izvanredni dvokatni luk, kako bi se visina dvorane povećala.
Maurski potkovasti lukovi, koji potječu još od rimskih vremena, a preferirali su ih Vizigotski vladari Španjolske, postali su sinonimom islamske arhitekture.
U svetištu ispred mihraba nalaze se kićeni zupčasti lukovi i polulukovi kombinirani na jedinstven način.
Prostoriju natkrivaju dva iznenađujuće zamršena svoda, a kupole su bile konstruirane od rebrastih lukova koji su se sjekli podsjećajući na oblik dinje. Raskošno oblikovani mozaici s natpisima, geometrijskim motivima i stiliziranom vegetacijom ispunjavaju kupole u sjaju zlata i srebra.
Tipičan hispansko-maurski ukras bio je i obojeni štuko kojim se jeftino, ali efektno zamjenjivao mramor.

## Poveznice
- Kordopski Kalifat
- Islamska umjetnost i arhitektura
- Velika džamija u Isfahanu
- Kupola na stijeni

## Vanjske poveznice
- Velika džamija u Cordobi
- Cordoba 3D